# Resolutie 917 Veiligheidsraad Verenigde Naties
Resolutie 917 van de Veiligheidsraad van de Verenigde Naties werd unaniem aangenomen op 6 mei 1994. De resolutie breidde de sancties tegen Haïti verder uit.

## Achtergrond
Na decennia onder dictatoriaal bewind won Jean-Bertrand Aristide in december 1990 de verkiezingen in Haïti. In september 1991 werd hij met een staatsgreep verdreven. Nieuwe verkiezingen werden door de internationale gemeenschap afgeblokt, waarna het land in de chaos verzonk. Na Amerikaanse bemiddeling werd Aristide in 1994 in functie hersteld.

## Inhoud

### Waarnemingen
De Veiligheidsraad bevestigde dat de internationale gemeenschap de democratie in Haïti wenste te herstellen. Er moesten vrije, eerlijke en grondwettelijke verkiezingen worden gehouden. De militaire autoriteiten het land kwamen hun verplichtingen in het (vredes)akkoord echter niet na. Er waren veel moorden, onwettige opsluitingen, ontvoeringen, verkrachtingen en verdwijningen en gewapende burgers konden ongestraft hun gang gaan. De Raad was klaar om bijkomende maatregelen op te leggen, ingeval Haïti de UNMIH-missie zou hinderen of de akkoorden niet zou nakomen.

### Handelingen
De partijen werden opgeroepen samen te werken met de Verenigde Naties en de Organisatie van Amerikaanse Staten aan de uitvoering van het akkoord.
Alle landen moesten onmiddellijk verbieden dat vliegtuigen uit of naar Haïti op hun grondgebied opstegen, landden of overvlogen, tenzij het een gewone passagiersvlucht of een toegestane humanitaire vlucht is. Ze moesten ook de volgende personen toegang tot hun grondgebied ontzeggen:
a. Haïtiaanse officieren, inclusief van de politie, en hun naaste familie;
b. deelnemers aan de staatsgreep in 1991 en de illegale regering erna en hun naaste familie;
c. werknemers van het Haïtiaanse leger en hun naaste familie.
Ook moesten alle fondsen van die personen bevroren worden.
Deze maatregelen gingen in op 21 mei 1994 omstreeks 23:59 uur EST.
Verder moesten alle landen het volgende verbieden:
a. invoer vanuit Haïti;
b. activiteiten van hun inwoners in verband met invoer vanuit Haïti.
Ook uitvoer naar Haïti werd verboden, uitgezonderd:
a. medische voorraden en voedselvoorraden;
b. door het comité toegelaten en humanitaire goederen;
c. petroleum en daarvan afgeleide producten, inclusief kookgas;
d. andere producten in overeenstemming met paragraaf °3 van resolutie 873.
Deze verboden golden niet voor informatiemateriaal, zoals boeken, en voor het materiaal van journalisten.
Alle verkeer van en naar Haïti met verboden goederen werd verboden. Enkel reguliere scheepvaart met toegestane goederen mocht nog.
Aan alle landen werd gevraagd tegen 6 juni aan secretaris-generaal Boutros Boutros-Ghali te rapporteren weten welke maatregelen ze hebben genomen om deze maatregelen in de praktijk te brengen. Het comité (resolutie 841) kreeg de volgende bijkomende taken:
a. de betreffende rapporten bestuderen;
b. meer informatie bekomen van de landen;
c. informatie over schendingen overwegen;
d. reacties aanbeveling op die schendingen;
e. aanvragen voor vluchten al dan niet goedkeuren;
f. de richtlijnen in paragraaf °10 van resolutie 841 aanvullen;
g. mogelijke hulpaanvragen onder artikel °50 van het Handvest van de Verenigde Naties bestuderen (in verband met derde landen die nadeel ondervinden van de sancties).
De maatregelen zouden maandelijks herzien worden tot Haïti opnieuw een democratische regering had. Moest er vooruitgang zijn in de uitvoer van het vredesakkoord, dan zouden de maatregelen progressief kunnen worden opgeschort. Om ze definitief op te heffen moest het volgende gebeuren:
a. De hoofdcommandant van het Haïtiaanse leger moest op pensioen gaan en de chef van de politie van Port-au-Prince en de stafchef van het leger moesten opstappen.
b. De wijzigingen aan de top van politie en leger zoals voorzien in het vredesakkoord doorgevoerd worden.
c. Er moest voor worden gezorgd dat vrije en eerlijke verkiezingen kunnen worden gehouden.
d. Er moesten omstandigheden voor de inzet van UNMIH gecreëerd worden.
e. De democratisch verkozen president moest terugkeren.
Alle pogingen om de democratisch verkozen president Jean-Bertrand Aristide op onwettige wijze te verwijderen werden veroordeeld en zouden leiden tot het opnieuw ingaan van bovenstaande maatregelen.

## Verwante resoluties
- Resolutie 875 Veiligheidsraad Verenigde Naties (1993)
- Resolutie 905 Veiligheidsraad Verenigde Naties
- Resolutie 933 Veiligheidsraad Verenigde Naties
- Resolutie 940 Veiligheidsraad Verenigde Naties

Lijst ·  893 ·  894 ·  895 ·  896 ·  897 ·  898 ·  899 ·  900 ·  901 ·  902 ·  903 ·  904 ·  905 ·  906 ·  907 ·  908 ·  909 ·  910 ·  911 ·  912 ·  913 ·  914 ·  915 ·  916 ·  917 ·  918 ·  919 ·  920 ·  921 ·  922 ·  923 ·  924 ·  925 ·  926 ·  927 ·  928 ·  929 ·  930 ·  931 ·  932 ·  933 ·  934 ·  935 ·  936 ·  937 ·  938 ·  939 ·  940 ·  941 ·  942 ·  943 ·  944 ·  945 ·  946 ·  947 ·  948 ·  949 ·  950 ·  951 ·  952 ·  953 ·  954 ·  955 ·  956 ·  957 ·  958 ·  959 ·  960 ·  961 ·  962 ·  963 ·  964 ·  965 ·  966 ·  967 ·  968 ·  969